# Bernd Wegner (Politiker)

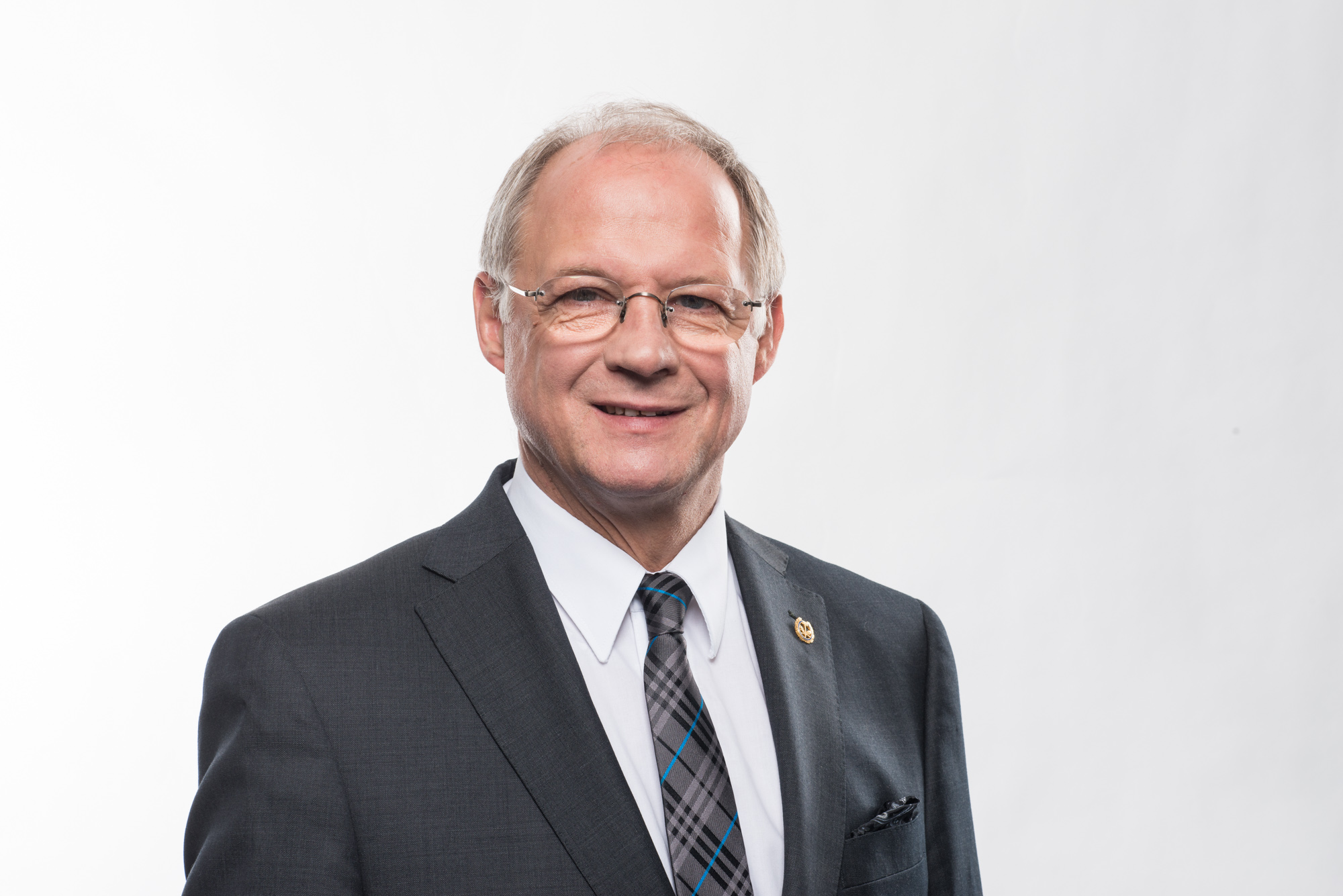
Bernd Wegner (2017)

Bernd Wegner (* 25. Februar 1957 in Saarbrücken) ist ein deutscher Politiker (CDU). Seit 2001 ist er Abgeordneter im Landtag des Saarlandes, dem er bereits 1999 kurzzeitig angehörte.

## Ausbildung und Beruf
Nach seinem Hauptschulabschluss im Jahr 1972 absolvierte er bis 1975 eine Ausbildung zum Schuhmacher. 1985 legte er seine Meisterprüfung ab. Im Jahr 1986 wurde er Leiter eines Orthopädiefachbetriebs. Seit 2000 ist er Geschäftsführer der Wegner GmbH (Orthopädie und Lederwaren) in Riegelsberg.
Wegner war von 2014 bis Juni 2024 Präsident der Handwerkskammer des Saarlandes. Zuvor war er zehn Jahre lang HWK-Vizepräsident. Im April 2019 verlieh der Präsident des Zentralverbands des Deutschen Handwerks, Hans Peter Wollseifer, Bernd Wegner das Handwerkszeichen in Gold für dessen Engagement für das Handwerk.
Ehrenamtlich ist er Vorsitzender des Aufsichtsrats der Saar-Lor-Lux Umweltzentrum GmbH, Mitglied im Landesmedienrat sowie Mitglied im Stiftungsrat deutsch-französische Zusammenarbeit.

## Politik
Wegner ist seit 1980 Mitglied der CDU. Seit 1990 ist er stellvertretender Vorsitzender der CDU Riegelsberg. 1999 wählte man ihn zum stellvertretenden Kreisvorsitzenden der CDU Saarbrücken-Land. Im Jahr 2000 wurde er stellvertretender Landesvorsitzender der Mittelstandsvereinigung der CDU. Von 1984 bis 1989 war Wegner Ortsratsmitglied in Riegelsberg. Seit 1989 ist er Mitglied im Gemeinderat Riegelsberg.
Im April 1999 rückte er für wenige Monate in den 11. Landtag des Saarlandes nach. Bei den Wahlen zum 12. Landtag gelang ihm ein direkter Wiedereinzug nicht, jedoch konnte er im September 2001 erneut nachrücken (für Gerd Bauer). Im September 2004 errang er bei den Wahlen zum 13. Landtag ein Mandat. Er ist Mitglied des Europaausschusses, des Finanzausschusses sowie des Ausschusses für Wirtschaft, Arbeit und Grubensicherheit. Wegner wurde erneut 2017 in den 16. Landtag gewählt und ist einer der stellvertretenden Fraktionsvorsitzenden der CDU-Fraktion. Bei der Landtagswahl 2022 wurde er erneut in den Landtag gewählt.
Für die Bundestagswahl 2017 trat Wegner als CDU-Kandidat im Wahlkreis Saarbrücken an, konnte sich jedoch nicht gegen Josephine Ortleb von der SPD durchsetzen. Sein Platz 3 der Landesliste der CDU Saar reichte nicht für den Einzug in den Bundestag aus.

## Persönliches
Bernd Wegner ist römisch-katholisch. Seit April 1982 ist er mit Jutta Wegner geb. Bauer verheiratet und hat zwei Kinder.

## Sport
Als Ringer wurde er zwanzig Mal saarländischer Landesmeister und hat mehrere Medaillen bei Deutschen Meisterschaften sowie internationalen Wettkämpfen gewonnen. Er ist Vorsitzender des Ringervereins KV 03 Riegelsberg und seit November 2011 Präsident des Saarländischen Ringerverbandes (SRV).

## Weitere Ämter
Bernd Wegner ist Mitglied des Verwaltungsrates der Techniker Krankenkasse und des Verwaltungsrates der Gesetzlichen Krankenkassen/Spitzenverband. Zudem sitzt Herr Bernd Wegner im Aufsichtsrat von SIGNAL IDUNA in Dortmund und erhält hierfür eine mittlere fünfstellige Aufwandsentschädigung (Stufe 6).

## Kritik des Saarländischen Rechnungshofs und Ermittlungen der Staatsanwaltschaft Saarbrücken
Am 15. November 2022 wurde bekannt, dass die Staatsanwaltschaft Saarbrücken Ermittlungen wegen des Verdachtes der Untreue gegen den Präsidenten der HWK des Saarlandes Bernd Wegner sowie den früheren Hauptgeschäftsführer Arnd Klein-Zirbes aufgenommen hat. Am 24. November 2022 veröffentlichte der Rechnungshof des Saarlandes seinen Jahresbericht für das Jahr 2021 und verdeutlichte in einem Sonderprüfungsbericht den Vorwurf des unwirtschaftlichen Handelns von Bernd Wegner und Arnd Klein-Zirbes. Der Rechnungshof wirft insbesondere folgende Punkte Bernd Wegner und Arnd Klein-Zirbes für den Prüfungszeitraum 2013 bis 2019 vor: Aufgeblähte Organisationsstrukturen, Unregelmäßigkeiten bei der Bezahlung, Eingruppierung und Beförderung von Mitarbeitenden, monatliche Zulagen für Mitarbeitende zwischen 200 und 500 Euro ohne Grundlage, zusätzlich zu den Gehältern. Weiter kritisiert der Rechnungshof, „dass HWK-Abteilungsleiter ohne ausreichende Überprüfung in sehr hohe Entgeltgruppen (E15) befördert wurden.“ Nach Recherchen der Saarbrücker Zeitung war es „bei der HWK auch nicht unüblich, dass Beschäftigte ohne Prüfung vorzeitig in höhere Gehaltsstufen aufstiegen. Der Tarifvertrag des öffentlichen Dienstes, den auch die HWK übernommen hat, sieht solche vorzeitigen Stufenaufstiege nur in Ausnahmefällen bei sehr guter Leistungsbeurteilung vor. Bei einem HWK-Abteilungsleiter soll die Stufenlaufzeit innerhalb von vier Jahren ganze drei Mal verkürzt worden sein.“ Zudem wurden „hochwertige Dienstwagen (...) auch privat genutzt und Familienangehörigen zur Verfügung gestellten, (...) Kosten für Besuche in der Sterne- und Spitzengastronomie sowie für Geburtstagsfeiern und Geschenke seien deutlich zu hoch gewesen“ und wurden der Kammer in Rechnung gestellt. Ferner wurde kritisiert: „beim Beschaffungswesen und der Auftragsvergabe der HWK gefiel den Rechnungshofprüfern vieles überhaupt nicht. Die vom Rechnungshof in Stichproben geforderten Belege für Aufträge, Angebotsvergleiche oder Niederschriften konnten von der HWK in vielen Fällen nach SZ-Informationen nicht gefunden werden. Bei gleich mehreren Aufträgen der HWK soll gegen Vergaberichtlinien verstoßen worden sein.“ Zu den Kritikpunkten des Rechnungshofes des Saarlandes siehe auch den Prüfbericht des Jahres 2021.
Aus diesem Grund hat die Staatsanwaltschaft Saarbrücken ein Ermittlungsverfahren gegen den Präsidenten Bernd Wegner sowie den früheren Hauptgeschäftsführer Arnd Klein-Zirbes eingeleitet. Das Ermittlungsverfahren der Staatsanwaltschaft Saarbrücken ist derzeit noch nicht abgeschlossen.